# Schloßprunn
Die Ortschaft Schloßprunn ist ein Ortsteil der im niederbayerischen Landkreis Kelheim gelegenen Stadt Riedenburg. Der Ort besteht lediglich aus der Burg Prunn, sowie einigen unmittelbar östlich davon liegenden Anwesen. Die Bezeichnung des Ortes geht darauf hin zurück, dass die Begriffe Schloss und Burg ursprünglich eine ähnliche Bedeutung hatten, siehe Burg und Schloss.

## Geografie
Schloßprunn befindet sich etwa vier Kilometer südsüdöstlich von Riedenburg und liegt auf einer Höhe von 450 m ü. NHN. Die Ortschaft befindet sich im südöstlichen Bereich des Altmühltals, etwa 150 Meter nordöstlich des Flusslaufes der Altmühl.

## Geschichte
Die auf einem steil abfallenden Kalkfelsen stehende Burg Prunn wird 1037 erstmals urkundlich erwähnt. Die Jesuiten aus Ingolstadt kauften 1672 „Schloss und Hofmark“. 1773 wurde Burg Prunn den Johannitern überlassen. 1827 setzte sich König Ludwig I. von Bayern in der Epoche der Romantik für den Erhalt der Burganlage als historisches Denkmal ein, indem er Sicherungsarbeiten durchführen ließ. Ende des 19. Jahrhunderts erfolgten weitere Instandsetzungsmaßnahmen. 1946 kam die Burg in den Besitz der Bayerischen Verwaltung der staatlichen Schlösser, Gärten und Seen. 
Durch die zu Beginn des 19. Jahrhunderts im Königreich Bayern durchgeführten Verwaltungsreformen wurde der Ort zu einem Bestandteil der eigenständigen Landgemeinde Prunn, zu der auch noch die Ortschaften Einthal, Emmerthal, Nußhausen und Pillhausen gehörten. Im Zuge der in den 1970er-Jahren durchgeführten kommunalen Gebietsreform in Bayern wurde Schloßbrunn zusammen mit der gesamten Gemeinde Prunn im Jahr 1978 in die Stadt Riedenburg eingegliedert. Ende der 1980er Jahre zählte Schloßbrunn 13 Einwohner.

## Verkehr
Die Anbindung an das öffentliche Straßennetz erfolgt durch eine Gemeindestraße, die von Schloßbrunn aus zu der etwa 750 Meter nördlich vorbeiführenden Kreisstraße KEH 16 führt.

## Sehenswürdigkeiten
- Burg Prunn
- Wegsäule (Malefizstein), bezeichnet „1623“

Siehe auch: Baudenkmäler in Schloßprunn